# 宜木乡
宜木乡，是中华人民共和国四川省甘孜藏族自治州炉霍县曾经下辖的一个乡。
2020年6月17日，斯木镇、宜木乡合并设立虾拉沱镇。

## 行政区划
宜木乡撤销前下辖以下地区：
虾拉沱村、独马村、戈巴龙村、通龙村、章达一村、章达二村、章达三村、热固村、斯中村、绒巴龙村、阿拉沟充谷村和邓达村。